# PubMed
PubMed är en sökbar databas som vid årsskiftet till 2017 omfattade över 26 miljoner framför allt medicinrelaterade referenser hämtade i underdatabaser (subsections). Medline är den största underdatabasen med mer än 24 miljoner referenser. Andra databaser som material hämtas från är PubMed Central samt från tidskrifter som ännu inte är accepterade för indexering i Medline. 
Vissa allmänvetenskapliga tidskrifter som Science och Nature, som har stor allmän vetenskaplig betydelse är sökbara även om artiklarna inte gäller ämnesområdet medicin. I PubMed finns också många äldre artiklar som inte återfinns i Medline, exempelvis referenser till mer än 40 000 artiklar från 1800-talet.